# Lucy Aikin
Lucy Aikin (ur. 6 listopada 1781 w Warrington, zm. 29 stycznia 1864) – brytyjska pisarka: poetka, także autorka utworów biograficznych i dla dzieci. Została pochowana na cmentarzu w Hampstead.

## Dzieła
- Epistles on Women, 1810, poezja
- Lorimer, 1814, proza
- Memoirs of the Court of Queen Elizabeth, 1818, nonfiction
- Memoirs of the Court of King James the First, 1822, nonfiction
- Memoirs of the Court of King Charles the First, 1833, nonfiction